# J. Eddie Peck
John Edward Peck (Lynchburg, Virgínia, 10 de Outubro de 1958), mais conhecido pelo nome artístico de J. Eddie Peck, é um ator estadunidense, célebre por suas participações em telenovelas.

## Biografia

### Vida pessoal
O ator nascido em uma pequena cidade da Virgínia, atualmente mora em Los Angeles com a esposa Sonya Zaza, com a qual se casou em 1989, e seus dois filhos, Austin e Dalton.

### Carreira
Peck ficou conhecido por interpretar Cole Howard em The Young and the Restless, entre 1993 e 1999, e por ter sucedido Michael Lowry em All My Children, como Jake Martin, entre 2000 e 2003. Outros papéis importantes foram os de Days of Our Lives, Dynasty e Dallas.
Além destas, Peck também fez muitas participações em séries de televisão do horário nobre, como Cheers, Highway to Heaven, Knight Rider, Diagnosis Murder, Murder, She Wrote e, mais recentemente, Kyle XY, como Adam Baylin. Filmes notórios que contaram com a sua participação foram Dangerously Close, Lambada e Blind Heat.

## Filmografia

### Televisão
- 2007 Kyle XY como Adam Baylin
- 2003 All My Children como Dr. Joseph "Jake" Martin
- 1999 The Young and the Restless como Cole Howard
- 1992 Days of Our Lives como Howard Alston "Hawk" Hawkins III
- 1991 Dark Justice como Danny Sicani
- 1989 Dallas como Tommy McKay
- 1989 Dynasty como Roger Grimes
- 1987 Highway to Heaven como Richard Davies
- 1986 Cheers como Lance Apollonaire
- 1986 Murder, She Wrote como Coby Russell
- 1986 Knight Rider como Erik Whitby
- 1985 Wildside como Sutton Hollister

### Cinema
- 2007 Mexican Gold como Pick Randall
- 2004 The Dark Agent and the Passing of the Torch como John Hill
- 2002 Blind Heat como Victor
- 1990 Lambada como Kevin "Blade" Laird
- 1988 The Bite como Clark Newman
- 1986 Dangerously Close como Danny Lennox